# Tempestade subtropical de janeiro de 1978

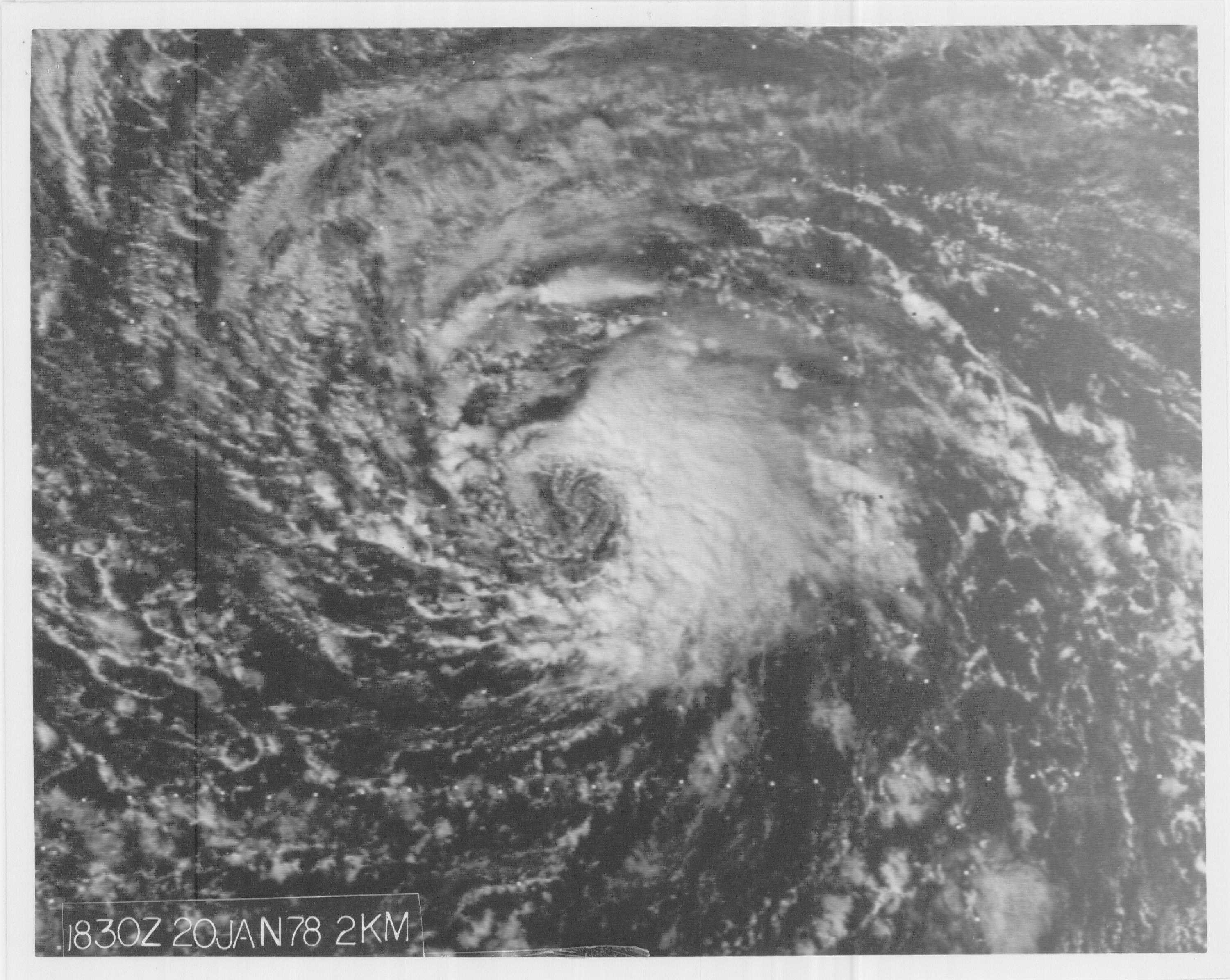

A tempestade subtropical Um de 1978, da temporada de furacões no Atlântico daquele ano, foi o único ciclone subtropical registrado na história a formar-se durante o mês de janeiro. Teve origem em 18 de janeiro bem a leste-nordeste das Pequenas Antilhas, e durante toda seu ciclo de vida manteve-se numa rota para oeste. A tempestade atingiu ventos máximos de cerca de 75 km/h, e apenas brevemente ameaçou as ilhas do nordeste do Caribe antes de se dissipar em 23 de janeiro. Houve apenas dois outros ciclones tropicais em janeiro - o furacão Alice em 1955 e tempestade tropical Zeta, em 2006 - que ocorreram em janeiro, no entanto, ambos foram formados no final de dezembro do ano anterior.